# 2223 Sarpedon
A 2223 Sarpedon (ideiglenes jelöléssel 1977 TL3) egy kisbolygó a Naprendszerben. Bíbor-hegyi Obszervatórium fedezte fel 1977. október 4-én.